# آرثر تشادويك
آرثر تشادويك (بالإنجليزية: Arthur Chadwick)‏ (1 يوليو 1875 في المملكة المتحدة - 21 مارس 1936 في المملكة المتحدة) هو لاعب كرة قدم بريطاني (وحمل سابقاً جنسية المملكة المتحدة لبريطانيا العظمى وأيرلندا) في مركز الدفاع. شارك مع منتخب إنجلترا لكرة القدم. أما مع النوادي، فقد لعب مع نادي إكزتر سيتي ونادي بورتسموث ونادي ساوثهامبتون ونادي نورثامبتون تاون وBurton Swifts F.C. ‏ وأكرينجتون ستانلي ‏.

## وصلات خارجية
- آرثر تشادويك على موقع قاعدة بيانات كرة القدم.إي يو (الإنجليزية)
- آرثر تشادويك على موقع ناشيونال فوتبول تيمز (الإنجليزية)
- آرثر تشادويك على موقع Soccerbase.com (مدرب) (الإنجليزية)